# Podhorie (Žilina)
Podhorie es un municipio del distrito de Žilina en la región de Žilina, Eslovaquia, con una población estimada a final del año 2024 de 1093 habitantes.
Se encuentra ubicado al oeste de la región, cerca del curso alto del río Váh (cuenca hidrográfica del Danubio) y de la frontera con la región de Trenčín.

## Demografía
| Año        | 1994 | 2004    | 2014     | 2024     |
| ---------- | ---- | ------- | -------- | -------- |
| Población  | 737  | 761     | 860      | 1093     |
| Diferencia |      | +3,25 % | +13,00 % | +27,09 % |

| Año        | 2023 | 2024    |
| ---------- | ---- | ------- |
| Población  | 1060 | 1093    |
| Diferencia |      | +3,11 % |